# Шакуров, Сергей Каюмович
Серге́й Каю́мович Шаку́ров (род. 1 января 1942, Москва) — советский и российский актёр театра, кино, озвучивания и дубляжа, телеведущий. Народный артист РСФСР (1991). Лауреат Государственной премии СССР (1980).

## Биография
Родился 1 января 1942 года в Москве в татарско-русской семье. Отец — Каюм Туффитович Шакуров (род. 1896), профессиональный охотник, происходил из татар-мишарей села Нового Иркеева Сюндюковской волости Симбирского уезда Симбирской губернии. Мать — Ольга Сергеевна Щеглова (род. 1904, Москва), тётя художника-карикатуриста Евгения Щеглова.
В десять лет занялся акробатикой, став впоследствии мастером спорта и чемпионом Москвы. В седьмом классе поступил в драмкружок. После окончания школы, в 1961 году, по рекомендации известного драматурга Виктора Розова, Шакуров поступил в школу-студию при Центральном детском театре.
В 1964 году, окончив школу-студию, начал работать в Театре на Малой Бронной, через год был принят в труппу Центрального театра Советской Армии. Ушёл из театра вместе с Леонидом Хейфецем в Малый театр после закрытия спектакля «Два товарища» по Владимиру Войновичу, но принят не был.
С 1971 года работал в драматическом театре им. К. С. Станиславского. Состоял в труппе МТЮЗа.
В кино Шакуров дебютировал в 1966 году, снявшись в главной роли в фильме Маноса Захариаса «Я солдат, мама». Сыграл Пегакова — упрямого и не поддающегося дисциплине новобранца, с которым сталкивается опытный старшина (Валентин Зубков).
Снимался в фильмах Вадима Абдрашитова, Анджея Вайды, Андрея Кончаловского, Егора Кончаловского, Эмиля Лотяну, Никиты Михалкова, Аллы Суриковой, Петра Тодоровского, Марлена Хуциева, Светланы Дружининой, Игоря Масленникова, Галины Юрковой-Данелии, Евгения Марковского, Сергея Соловьёва, Леонида Квинихидзе.
Был членом жюри Высшей лиги КВН.
9 мая 2005 года выступал на концерте на Красной площади с песней «От героев былых времён».
В 2012 году снялся в клипе Игоря Николаева с песней «Завораживает».
12 июня 2015 года выступил на праздничном концерте «От Руси до России» в Москве на Красной площади. С 3 октября 2015 года был членом жюри шоу «Вместе с дельфинами» на Первом канале. С 3 сентября по 18 декабря 2016 года был закадровым голосом документального проекта «Герои нашего времени» на телеканале НТВ. С 27 октября 2017 по 11 августа 2018 года вёл телепередачу «Жди меня» на этом же канале.
Среди последних работ: картина «Дикарка», поставленная по классическому материалу Островского, фильм Дмитрия Месхиева «Дневник камикадзе», биографический сериал Сергея Снежкина «Брежнев», сериалы «Великая», «Следователь Тихонов».

## Семья
Первая жена — Наталья Ивановна Оленева (род. 1942), актриса Центрального детского театра (ныне РАМТ). Сын Иван (род. 1969).
Вторая жена (с 1985, разведены в 1995) — Татьяна Геннадьевна Кочемасова (род. 1960), выпускница Театрального училища им. Щукина (1983), актриса. Дочь Ольга (род. 1986).
Третья жена — Екатерина Михайловна Бабалова (род. 1970), театральный продюсер. Сын Марат (род. 2004).

## Фильмография

### Роли в кино
- 1966 — Я солдат, мама — Пеганов, новобранец
- 1967 — Разбудите Мухина! — Александр Александрович Мухин / человек из будущего
- 1967 — Возмездие — младший лейтенант Николай Петрович Ильин, начальник штаба батальона
- 1969 — Каратель — Тони
- 1970 — В лазоревой степи — Игнат Бодягин, продкомиссар
- 1970 — Был месяц май — Маргослин
- 1970 — В Москве проездом… — Степан
- 1971 — Месяц август — Алексей Крашенинников
- 1972 — На углу Арбата и улицы Бубулинас — Гена
- 1972 — Четвёртый — Дик
- 1973 — Земля Санникова — Губин (был заменён Ю. Назаровым)
- 1974 — Свой среди чужих, чужой среди своих — Андрей Тимофеевич Забелин, командир эскадрона
- 1975 — Сто дней после детства — Сергей Борисович (Серёжа), пионервожатый, скульптор
- 1975 — Момент истины (В августе 44-го…) — капитан Павел Алёхин (не закончен)
- 1978 — Сибириада — Спиридон Соломин, сын Ерофея
- 1979 — Вкус хлеба — Степан Алексеевич Сечкин, директор целинного совхоза «Бескрайний»
- 1979 — Молодость (выпуск третий) — Яков Петрович Воробьёв, сотрудник лаборатории
- 1979 — Верой и правдой — Сергей Кряквин (Сергуня), строитель, позже — инженер экспериментального конструкторского бюро жилых панельных домов (серии 1—2)
- 1980 — Спасатель — Андрей Николаевич Лариков, учитель литературы в провинциальной школе
- 1980 — Крах операции «Террор» — Иван Васильевич, «эсер Пронин», чекист
- 1981 — Шутка? — Роберт Иванович Рыконд
- 1981 — Портрет жены художника — Павел Алексеевич, художник, муж Нины
- 1981 — Две строчки мелким шрифтом — историк Фёдор Николаевич Голубков
- 1981 — Всем — спасибо! — Дмитрий Алексеевич Кузнецов, сторож, в прошлом — математик
- 1981 — Любимая женщина механика Гаврилова — Лев Александрович Гаврилов, судовой механик
- 1982 — Кто стучится в дверь ко мне… — театральный актёр Гарольд Евгеньевич (Гера)
- 1982 — Наследница по прямой — А. С. Пушкин
- 1983 — Анна Павлова — Михаил Фокин
- 1983 — Срок давности — Григорий Базовкин, он же Валерий Пеньков
- 1983 — Рецепт её молодости — Бомбито, брачный аферист
- 1983 — Приключения Шерлока Холмса и доктора Ватсона: Сокровища Агры — Джонатан Смолл, беглый каторжник
- 1984 — Парад планет — Султан, мясник из гастронома
- 1985 — Площадь Восстания — Максим Фёдоров
- 1985 — Личное дело судьи Ивановой — Сергей Иванов
- 1986 — Следы оборотня — Алёшин, советский журналист
- 1986 — Летние впечатления о планете Z — Алексей Павлович Мухин, профессор, учитель физики
- 1986 — Лицом к лицу — Дмитрий Степанов
- 1986 — Весёлая хроника опасного путешествия — Пелий / Диоген / старик / птица-монстр
- 1987 — Друг — Николай Никитин («Колюн»), бывший артист «Москонцерта»
- 1987 — Первая встреча, последняя встреча — некто Шольц
- 1987 — Визит к Минотавру — следователь Тихонов / Антонио Страдивари
- 1988 — Француз — Анатолий Иванович, отец
- 1988 — Артистка из Грибова — Александр Георгиевич Гололобов (Шура)
- 1989 — Две стрелы. Детектив каменного века — Ходок
- 1989 — Остров — Рыжий
- 1990 — Распад — журналист Александр Журавлёв
- 1990 — Самоубийца — Семён Семёнович Подсекальников, маленький человек
- 1990 — Собачий пир — Аркадий Петрович Егоров
- 1990 — Враг народа Бухарин — Иосиф Виссарионович Сталин
- 1991 — Армавир — Аксюта
- 1991 — Божья тварь — Алексей Сычёв
- 1993 — Эскадрон — поручик Егор Журин
- 1994 — Один посреди России (короткометражный)
- 1994 — Псы 2 / Psy 2: Ostatnia krew — полковник Якушин
- 1994 — Роман «alla russа» — режиссёр Сергей Петрович
- 1994 — Хаги-Траггер — Аль Гарун
- 1995 — Клюква в сахаре — Александр Васильевич Ёлкин
- 1997 — Вальс-бостон
- 2000 — Пан Тадеуш — капитан Никита Рыков
- 2000 — Чёрная комната (новелла «Я его люблю»)
- 2000 — Рождественская мистерия — космонавт
- 2000 — 2001 — Тайны дворцовых переворотов (фильмы 1-4) — Александр Меншиков
- 2001 — Дикарка — Александр Львович Ашметьев
- 2002 — Дневник камикадзе — Вадим Колыванов
- 2002 — Антикиллер — Олег Васильевич Калашников («Крест»), вор в законе
- 2002 — Кукла — Константин Григорьевич Гридин, губернатор
- 2003 — Антикиллер 2: Антитеррор — Олег Васильевич Калашников («Крест»), вор в законе, «смотрящий» за городом
- 2005 — Брежнев — Леонид Ильич Брежнев, генеральный секретарь ЦК КПСС
- 2006 — Жесть — главный врач
- 2007 — Консервы — Фома, вор в законе
- 2007 — На пути к сердцу — Леонид Андреевич Солодовников
- 2007 — Параграф 78 — член военного трибунала
- 2008 — Глупая звезда — Эдуард Романович, олигарх
- 2009 — О, счастливчик! — Константин Германович
- 2009 — Частный сыск полковника в отставке — Валерий Петрович Ходасевич, бывший полковник внешней разведки, пенсионер
- 2010 — Частный сыск полковника в отставке 2 — Валерий Петрович Ходасевич, бывший полковник внешней разведки, пенсионер
- 2010 — Пират и пиратка — Павел Андреевич Пашков, генерал-лейтенант службы внешней разведки в отставке
- 2010 — Зворыкин-муромец (документальный фильм) — Владимир Зворыкин
- 2011 — Пётр Первый. Завещание — князь-кесарь Фёдор Ромодановский
- 2011 — Белая гвардия — гетман Скоропадский
- 2011 — Высоцкий. Спасибо, что живой — Семён Владимирович, отец Высоцкого
- 2012 — Товарищи полицейские — Василий Сергеевич Кислов «Базиль», криминальный авторитет
- 2012 — После школы — Ярослав Егорович, директор школы, учитель домоводства для девочек
- 2013 — Сокровища О. К. — дед Азим, хранитель клада
- 2013 — Дед 005 — Олег Степанович
- 2013 — Путь лидера — Николай Григорьевич Давыдов
- 2013 — Любовь за любовь — коммерции советник Павел Сергеевич Стаховский
- 2013 — Разрывая замкнутый круг / Tyghyryqtan zhol tapqan — Николай Григорьевич Давыдов
- 2014 — Предмет обожания — князь Грохольский
- 2015 — Великая — Алексей Петрович Бестужев-Рюмин
- 2016 — Следователь Тихонов — генерал-полковник МВД СССР Владимир Шарапов, начальник МУРа, отец Елены Лавровой
- 2016 — Три товарища (короткометражка) — Олег
- 2016 — Экипаж — Игорь Николаевич Гущин, отец Алексея Гущина
- 2017 — Торгсин — Ахрубеков, кровавый князь
- 2018 — Берёзка — Александр Николаевич Яковлев, заведующий отделом пропаганды и агитации ЦК КПСС
- 2018 — 2019 — Молодёжка — Иван Андреевич Качалов, тренер
- 2018 — Мятеж — князь Фёдор Станиславович Крушевский
- 2020 — Филатов — отец Алисы
- 2020 — Перевал Дятлова — Дмитрий Андреевич Рудаков, генерал-лейтенант, начальник 2-го главного управления КГБ (прототип — Олег Михайлович Грибанов)
- 2021 — Родные — Михаил Моисеевич Карнаухов, дед
- 2021 — Мастер — Валерий Евгеньевич Рюмин
- 2021 — Пищеблок — Серп Иванович Иеронов, ветеран Гражданской войны, пенсионер союзного значения
- 2021 — Солдаут — Александр Михайлович
- 2022 — Пассажиры. Последняя любовь на Земле — мастер
- 2022 — Велга — судья
- 2022 — Власть 2 / Ishkhanutyun 2 — президент
- 2022 — Друг на час — Николай Сергеевич Маякин
- 2022 — Оливье — Михаил Александрович Верин
- 2023 — За Палыча! — Палыч, дед
- 2023 — Гид и большие соблазны — Вершинин
- 2024 — Внутри убийцы — дед Никола, дедушка Тимофея
- 2024 — Азбука Морзе — Быстров, завотделением больницы
- 2024 — Право на лево — мужчина в маршрутке
- 2024 — Мосгаз. Метроном — Стариков, сторож подмосковного клуба «Арлекино»
- 2025 — Финал — дед Волкова

#### Телеспектакли
- 1973 — Обрыв — Марк Волохов
- 1989 — Полтава — от автора
- 2008 — Антоний & Клеопатра. Версия — Марк Антоний

### Озвучивание
- 1973 — Это сильнее меня — Макар
- 1975 — Пролетая над гнездом кукушки — закадровый текст
- 1975 — Сто дней после детства — закадровое чтение «Героя нашего времени»
- 1976 — Жизнь и смерть Фердинанда Люса — Лао
- 1977 — Это было в Коканде — Зайченко
- 1979 — Телохранитель — Мирзо
- 1982 — Вердикт — Фрэнк Гэлвин
- 1982 — Никколо Паганини — Никколо Паганини
- 1983 — Весёленькое воскресенье
- 1984 — Последний визит — Кёрк Норвин
- 1984 — Рассмешите клоуна — Вовчик
- 1985 — Порох — командир военного катера по дороге в Кронштадт (эпизод)
- 1985 — Вариант «Зомби» — Джеймс Дэвидсон
- 1985 — Не имеющий чина — М. В. Фрунзе
- 1985 — О возвращении забыть — командир подводной лодки
- 1985 — Снайперы — Фёдор Матвеев, командир батальона, роль Юозаса Киселюса
- 1987 — Заклятье долины змей — майор Бернар Травен
- 1994 — Простодушный — судья
- 2007 — Негромкое кино Бориса Барнета (документальный)
- 2010 — Натурщица для гения (документальный) — закадровый текст
- 2013 — Маленький Гай — авторский текст
- 2013 — Распутин — закадровый текст в русской версии фильма
- 2014 — Палач — Л. И. Брежнев
- 2022 — Аромат дыни в Самарканде — архитектор Серго Сутягин

## Клипография
- 2012 — «Завораживает»

## Театр
- 1980 — «Сирано де Бержерак» (Московский драматический театр имени Станиславского)[7]
- 1987 — «Я стою у ресторана» (Московский академический театр имени Владимира Маяковского)
- 2005 — «Маленькие комедии» (Современный театр антрепризы)
- 2010 — «Женщина над нами» (Современный театр антрепризы)
- 2014 — «Вредные привычки» (Частный театр)
- 2020 — «Папа» (театр Современник)

## Награды, звания, призы
- Государственная премия СССР (1980) — за участие в фильме «Вкус хлеба»
- Заслуженный артист РСФСР (11 августа 1980)
- Лауреат Всесоюзного кинофестиваля 1988 года в номинации «Премии за лучшие актёрские работы» — за роль алкоголика Николая Никитина, бывшего артиста «Москонцерта», в фильме-притче Леонида Квинихидзе «Друг» (1987)
- Народный артист РСФСР (1 июля 1991) — за большие заслуги в области советского киноискусства[8]
- Орден Почёта (14 января 2002) — за многолетнюю плодотворную деятельность в области культуры и искусства, большой вклад в укрепление дружбы и сотрудничества между народами[9].
- ТЭФИ — за исполнение роли Брежнева в одноимённом сериале (2005)
- Премия «Золотой орёл» — за лучшую мужскую роль в телевизионном кино (телесериал «Брежнев») (2006)
- Орден «За заслуги перед Отечеством» IV степени (9 января 2012) — за большой вклад в развитие отечественного кинематографического искусства и многолетнюю творческую деятельность[10]
- Премия «Золотой орёл» за лучшую мужскую роль второго плана (фильм «Экипаж») (2017)
- Специальная награда премии «Золотой орёл» за вклад в кинематограф (2022)
- Золотая медаль медаль им. С. Ф. Бондарчука «За выдающийся вклад в кинематограф» (2022, кинофорум «Золотой Витязь»)[11]
- Орден «За заслуги перед Отечеством» III степени (25 августа 2022) — за большой вклад в развитие отечественной культуры и искусства, многолетнюю плодотворную деятельность[12]